# ONK 6. maj Veljun
ONK 6. maj je bivši nogometni klub iz Veljuna, naselja u sastavu grada Slunja, u Karlovačkoj županiji.

## Povijest
Klub je osnovan 1980. godine, a za ime je odabran 6. maj (6. svibnja), kao uspomena na dan kada se 1941. godine dogodio ustaški zločin nad loklanim srpskim stanovništvom, poznat kao Pokolj u Blagaju. Klub se do 1991. godine natjecao u najnižem rangu karlovačke općine (2. općinska nogometna liga).
Raspadom SFRJ, Veljun se našao u RSK, te je tako i klub sudjelovao u prvenstvu RSK. Operacijama Bljesak i Oluja, srpsko stanovništvo napušta ove krajeve, te se samim tim i klub gasi.

### Plasmani kluba kroz povijest
| Sezona    | Liga                                                       | Plasman    |
| --------- | ---------------------------------------------------------- | ---------- |
| 1980./81. | 2. općinska nogometna liga Karlovac                        | 10. mjesto |
| 1981./82. | 2. općinska nogometna liga Karlovac                        | 7. mjesto  |
| 1982./83. | 3. općinska nogometna liga Karlovac                        | 3. mjesto  |
| 1983./84. | 3. općinska nogometna liga Karlovac                        | 1. mjesto  |
| 1984./85. | 2. općinska nogometna liga Karlovac                        | 7. mjesto  |
| 1985./86. | 2. općinska nogometna liga Karlovac                        | 7. mjesto  |
| 1986./87. | 2. općinska nogometna liga Karlovac                        | 4. mjesto  |
| 1987./88. | 2. općinska nogometna liga Karlovac                        | 3. mjesto  |
| 1988./89. | 2. općinska nogometna liga Karlovac                        | 4. mjesto  |
| 1989./90. | 2. općinska nogometna liga Karlovac                        | 4. mjesto  |
| 1990./91. | 2. općinska nogometna liga Karlovac                        | 3. mjesto  |
| 1992./93. | Prvenstvo Republike Srpske Krajine – Liga Banije i Korduna | 12. mjesto |

## Vanjske poveznice
- Facebook stranica posvećena ONK 6. maj Veljun